# تزمه
زمه (به ایتالیایی: Zeme) یک کومونه در ایتالیا است که در استان پاویا واقع شده‌است.

## خصوصیات
زمه ۲۵ کیلومترمربع مساحت و ۱٬۱۹۰ نفر جمعیت دارد.